# Jeanette Möller
Jeanette Möller, née le 5 janvier 1825 à Stockholm et morte le 25 mars 1872 à Düsseldorf, est une peintre suédoise.

## Biographie

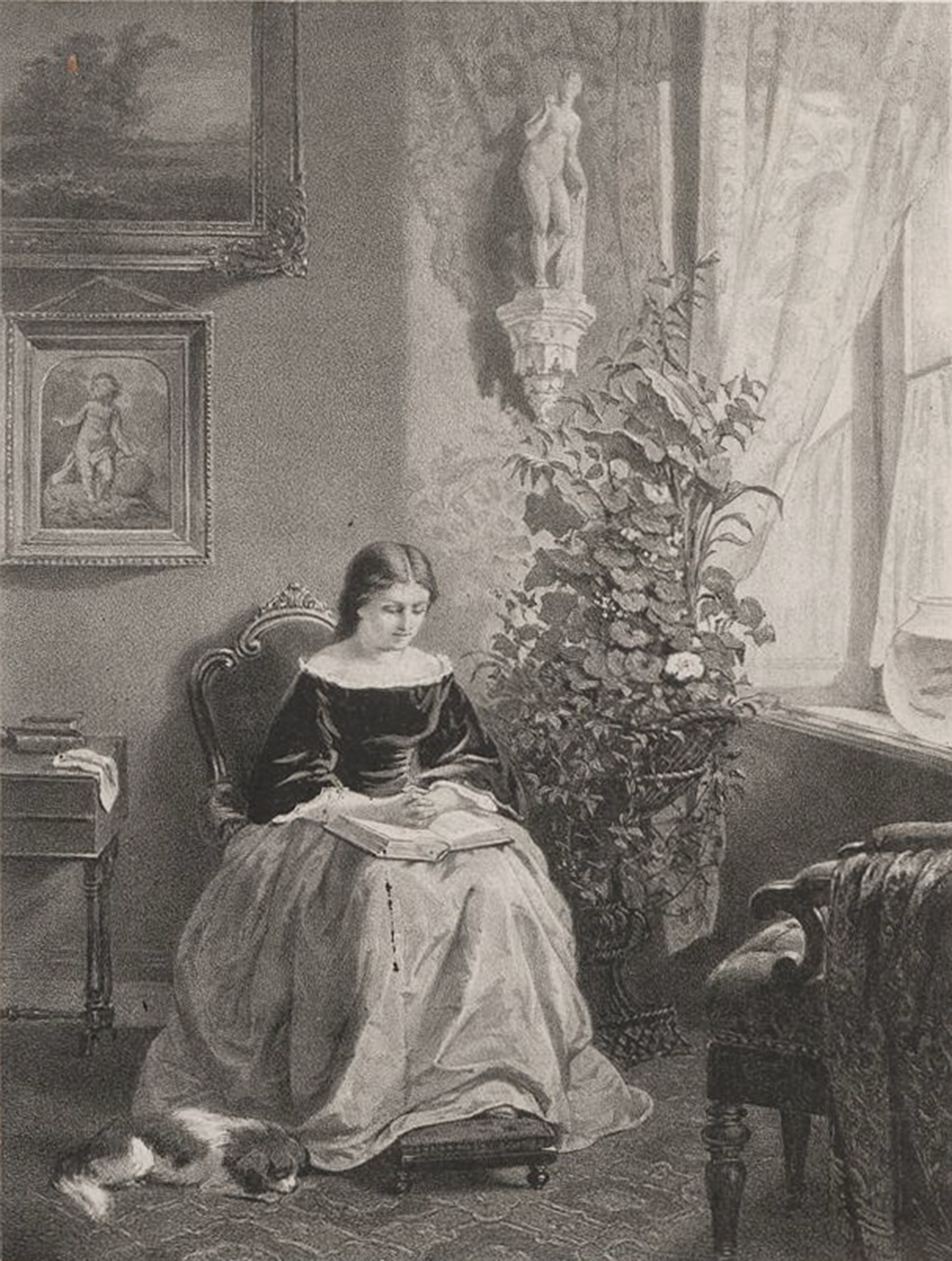
In stiller Betrachtung

Jeanette Möller naît le 5 janvier 1825 à Stockholm. Elle est l'épouse de Nils Bjornson Möller, qui peint des marines. Elle expose à Berlin en 1864, et à Paris à l'Exposition universelle de 1867.
Jeanette Möller meurt le 25 mars 1872 à Düsseldorf.